# (26214) Kalinga
(26214) Kalinga est un astéroïde de la ceinture principale.

## Description
(26214) Kalinga est un astéroïde de la ceinture principale. Il fut découvert le 30 octobre 1997 à l'Observatoire d'Ondřejov par Petr Pravec. Il présente une orbite caractérisée par un demi-grand axe de 2,85 UA, une excentricité de 0,06 et une inclinaison de 10,7° par rapport à l'écliptique.

## Compléments